# وولفبورو (نیوهمپشایر)
وولفبورو (به انگلیسی: Wolfeboro) شهری در ایالت نیوهمپشایر کشور ایالات متحده آمریکا است که جمعیت آن در سرشماری سال ۲۰۱۰ میلادی، ۲٬۸۳۸ نفر بوده‌است.

## نگارخانه

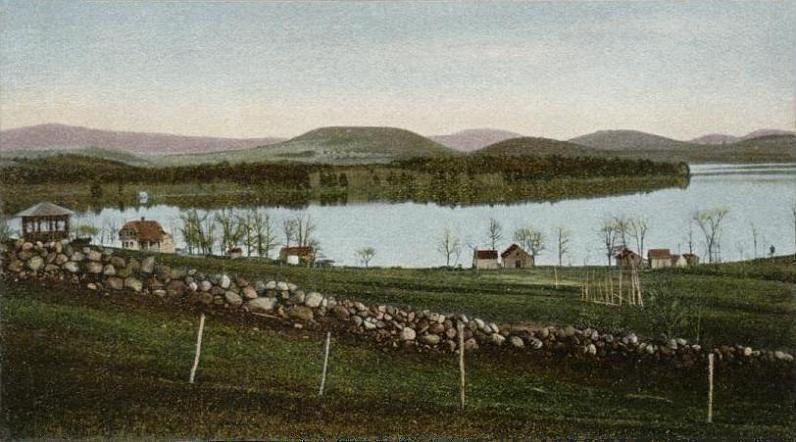
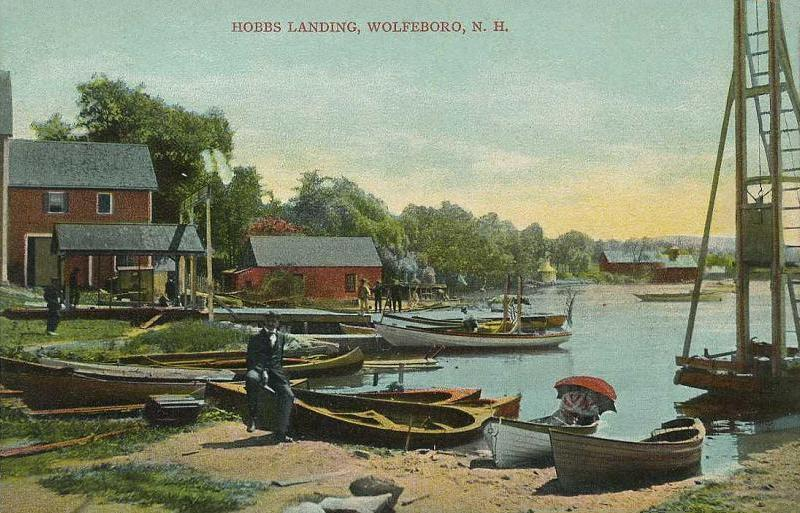
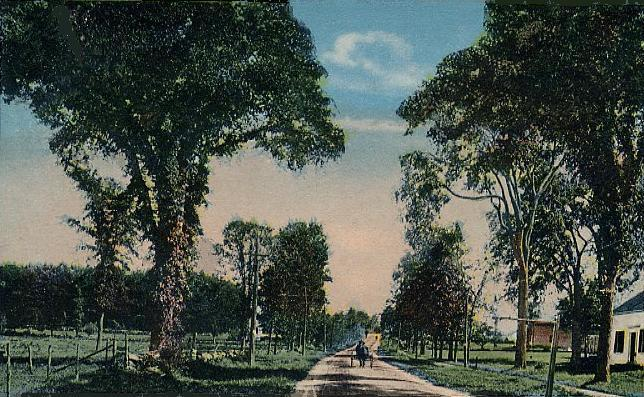
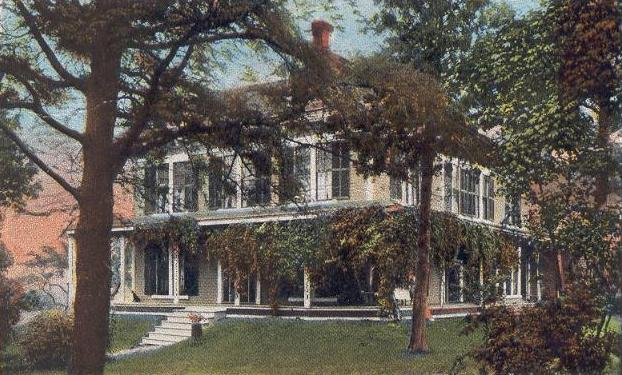
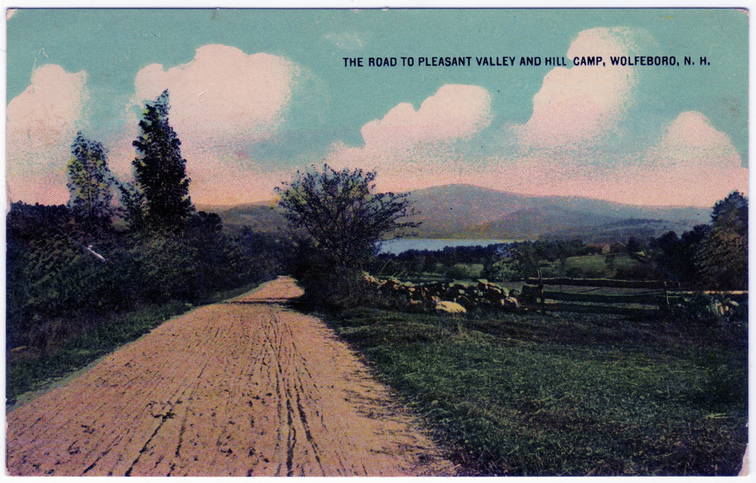